# 嚴賢璟
嚴賢璟（韓語：엄현경，1986年11月4日—），韓國女演員。

## 演出作品

### 電視劇
- 2005年：MBC《彩虹羅曼史》飾演 嚴賢璟
- 2006年：KBS《先跑再說》飾演 李秀貞
- 2007年：KBS《京城緋聞》飾演 上田美幸
- 2007年：KBS《善良女人白日紅》飾演 徐雅瑩
- 2011年：KBS《重案組》飾演 徐惠蘭
- 2011年：MBC《愛情萬萬歲》飾演 美羅
- 2012年：Channel A《天上花園GOMBAE嶺》飾演 金英玉
- 2012年：MBC《馬醫》飾演 蘇佳英
- 2013年：KBS《Good Doctor》飾演 羅仁英
- 2013年：tvN《一起吃飯吧》（客串）
- 2014年：MBC《媽媽的庭院》飾演 金秀真
- 2014年：EBS《冥王星秘密決死隊》飾演 宋秀芝
- 2014年：TV朝鮮《最佳婚姻》飾演 玄明怡
- 2015年：KBS《青鳥之家》飾演 徐美真
- 2015年：KBS《全都會好的》飾演 姜熙貞
- 2016年：tvN《法妻當自強》飾演 李恩珠
- 2017年：SBS《被告人》飾演 羅延希
- 2017年：Drama X《Single Wife》飾演 李羅熙
- 2017年：TV朝鮮《在你背上扣球》飾演 朴賢璟
- 2018年：MBC《捉迷藏》飾演 河妍珠／閔秀雅
- 2019年：tvN《清日電子李小姐》飾演 具智娜
- 2020年：KBS《秘密的男人》飾演 韓宥真／車宥真
- 2021年：MBC《第二任丈夫》飾演 奉善花／奉彬娜／朴雪倫
- 2024年：MBC《勇敢無雙龍水晶》飾演 龍水晶 / 文水晶 / Krystal·龍

#### 短劇
- KBS Drama Special
  - 2011年：《草莓冰淇淋》
  - 2013年：《天狼星》、《不速之客》

### 電影
- 2006年：《生死決斷》
- 2012年：《十八，十九》

### MV
- 2006年：Melo breeze《冒Memory》
- 2006年：李秀英《幸福人生》
- 2008年：The Name《所謂愛》
- 2008年：Krygen《愛迷路》（EP01）
- 2008年：Makustle《送行》（EP02）
- 2008年：Canaan《Emoticon》（EP03）
- 2008年：尹健《隱藏的時間中》（與李善均）
- 2009年：泰仁《相愛也孤獨》
- 2009年：殆死悲愛《如果聽了這首歌》
- 2009年：Canaan《她結婚了》
- 2011年：裴多海《Love me》
- 2013年：Verbal Jint《Walking in the Rain》

## 主持节目
- 2016年3月3日－2018年10月4日：KBS《Happy Together 3》

## 獎項
| 年份 | 頒獎典禮    | 獎項                            | 作品           | 結果 |
| 2021 | MBC演技大獎 | 日日連續劇部門 女子最優秀演技賞 | 《第二任丈夫》 | 獲獎 |

## 外部連結
- 嚴賢璟的Instagram帳戶
- 嚴賢璟在NAVER上的资料
- 嚴賢璟在Daum上的资料